# Carlos Alfaro Moreno
Carlos Alejandro „Beto” Alfaro Moreno (ur. 18 października 1964 w Buenos Aires) – argentyński piłkarz, grający podczas kariery na pozycji napastnika.

## Kariera klubowa
Carlos Alfaro Moreno rozpoczął karierę w stołecznym Platense w 1983. W Platense Moreno występował przez 5 lat rozegrawszy w jego barwach 134 mecze, w których zdobył 31 bramek. W 1988 przeszedł do Independiente Avellaneda. Z Independiente zdobył mistrzostwo Argentyny w 1989. Latem 1991 trafił do hiszpańskiego Espanolu Barcelona.
W hiszpańskiej ekstraklasie zadebiutował 1 września 1991 w zremisowanym 1-1 meczu z Realem Saragossa. Ostatni raz w barwach Espanolu wystąpił 12 stycznia 1992 przegranym 0-1 meczu z RCD Mallorca. W lidze hiszpańskiej rozegrał 14 meczów, w których nie zdobył żadnej bramki. Latem 1992 przeszedł do drugoligowego Palamós CF. W Segunda División zadebiutował 6 września 1992 w zremisowanym 1-1 meczu z Real Madryt B. Ostatni raz w barwach Palamós wystąpił 6 czerwca 1993 wygranym 1-0 meczu z CD Lugo. Był to udane pożegnanie Palamós, gdyż Moreno w 31 min. zdobył jedyną bramkę w meczu. W barwach Palamós rozegrał 28 spotkań, w których zdobył 4 bramki.
Latem 1993 Moreno powrócił do Argentyny, gdzie ponownie został zawodnikiem Independiente. Na początku 1994 wyjechał do ekwadorskiej Barcelony. W Barcelonie występował przez 4 lata zdobywając w tym czasie dwukrotnie mistrzostwo Ekwadoru w 1995 i 1997. W lipcu 1997 Moreno przeszedł do meksykańskiego Club América. W lidze meksykańskiej zadebiutował 14 sierpnia 1993 w zremisowanym1-1 meczu z Toros Neza. W Américe występował tylko przez rundę Invierno, by po jej zakończeniu przejść do jej lokalnego rywala – Atlante. W Atlante występował tylko w rundzie Verano. 18 kwietnia 1995 w przegranym 1-5 meczu z Deportivo Toluca po raz ostatni wystąpił w lidze. Było to połowicznie udane pożegnanie, gdyż Moreno w 77 min. zdobył z rzutu karnego honorową bramkę dla Atlante. Ogółem w lidze meksykańskiej Moreno rozegrał 24 mecze, w których zdobył 7 bramek. Latem 1998 powrócił do Barcelony, w której występował przez rok.
Latem 1999 powrócił do Hiszpanii, gdzie przez rundę jesienną występował w trzecioligowym Racingu de Ferrol. Na początku 2000 powrócił do Argentyny zostając zawodnikiem Ferro Carril Oeste. W rundzie Causura, jak i tabeli spadkowej Ferro Carril zajęło ostatnie 20. miejsce i musiało się pożegnać z Primera División. Było to także pożegnanie z liga argentyńską dla Moreno, który rozegrał w niej 263 mecze, w których zdobył 76 bramek. Latem 2000 powrócił do Barcelony w barwach której rok później zakończył karierę. Ogółem w lidze ekwadorskiej wystąpił 182 meczach, w których zdobył 64 bramki.
| Sezon     | Klub                     | Kraj      | Rozgrywki          | Mecze | Bramki |
| --------- | ------------------------ | --------- | ------------------ | ----- | ------ |
| 1983      | CA Platense              | Argentyna | Primera División   | 3     | 0      |
| 1984      | CA Platense              | Argentyna | Primera División   | 23    | 4      |
| 1985      | CA Platense              | Argentyna | Primera División   | 9     | 1      |
| 1985/86   | CA Platense              | Argentyna | Primera División   | 34    | 5      |
| 1986/87   | CA Platense              | Argentyna | Primera División   | 23    | 2      |
| 1987/88   | CA Platense              | Argentyna | Primera División   | 37    | 14     |
| 1988/89   | Independiente Avellaneda | Argentyna | Primera División   | 33    | 14     |
| 1989/90   | Independiente Avellaneda | Argentyna | Primera División   | 28    | 10     |
| 1990/91   | Independiente Avellaneda | Argentyna | Primera División   | 33    | 12     |
| 1991/92   | RCD Espanol              | Hiszpania | Primera División   | 14    | 0      |
| 1992/93   | Palamós CF               | Hiszpania | Segunda División   | 28    | 4      |
| 1993/94   | Independiente Avellaneda | Argentyna | Primera División   | 14    | 6      |
| 1994      | Barcelona SC             | Ekwador   | Serie A            | 24    | 3      |
| 1995      | Barcelona SC             | Ekwador   | Serie A            | 41    | 12     |
| 1996      | Barcelona SC             | Ekwador   | Serie A            | 27    | 6      |
| 1997      | Barcelona SC             | Ekwador   | Serie A            | 13    | 7      |
| 1997/98   | Club América             | Meksyk    | Primera División   | 10    | 2      |
| 1997/98   | Atlante FC               | Meksyk    | Primera División   | 14    | 5      |
| 1998      | Barcelona SC             | Ekwador   | Serie A            | 18    | 10     |
| 1999      | Barcelona SC             | Ekwador   | Serie A            | 12    | 9      |
| 1999/2000 | Racing de Ferrol         | Hiszpania | Segunda División B | 15    | 1      |
| 1999/2000 | Ferro Carril Oeste       | Argentyna | Primera División   | 15    | 1      |
| 2000      | Barcelona SC             | Ekwador   | Serie A            | 32    | 15     |
| 2001      | Barcelona SC             | Ekwador   | Serie A            | 15    | 2      |

## Kariera reprezentacyjna
W 1988 Moreno uczestniczył w Igrzyskach Olimpijskich w Seulu. Na turnieju W Korei Południowej wystąpił we wszystkich czterech meczach z USA (bramka z karnego w 83 min.), ZSRR (bramka z karnego w 78 min.), Koreą Południową (bramka w 3 min.) oraz przegranym ćwierćfinale z Brazylią.
W reprezentacji Argentyny Moreno zadebiutował 9 marca 1989 w przegranym 0-1 towarzyskim meczu z Kolumbią. Był to udany debiut, czego dowodem bramka otwierająca w 36 min. wynik meczu. W tym samym roku wystąpił w turnieju Copa América, na którym Argentyna zajęła trzecie miejsce. Na turnieju w Brazylii Moreno wystąpił w czterech meczach z Chile, Ekwadorem (czerwona kartka), Boliwią i Paragwajem. Ostatni raz w reprezentacji Moreno wystąpił 23 maja 1991 w zremisowanym 1-1 meczu z ZSRR w England Challenge Cup. Ogółem w barwach albicelestes wystąpił w 11 meczach, w których zdobył 2 bramki.
| Mecze i gole w reprezentacji | Mecze i gole w reprezentacji | Mecze i gole w reprezentacji | Mecze i gole w reprezentacji | Mecze i gole w reprezentacji | Mecze i gole w reprezentacji | Mecze i gole w reprezentacji |
| #                            | Data                         | Miasto                       | Przeciwnik                   | Gol                          | Wynik                        | Rozgrywki                    |
| ---------------------------- | ---------------------------- | ---------------------------- | ---------------------------- | ---------------------------- | ---------------------------- | ---------------------------- |
| 1.                           | 09.03.1989                   | Barranquilla                 | Kolumbia                     |                              | 0:1                          | towarzyski                   |
| 2.                           | 13.04.1989                   | Guayaquil                    | Ekwador                      | Gol · Gol                    | 2:2                          | towarzyski                   |
| 3.                           | 02.07.1989                   | Goiânia                      | Chile                        |                              | 1:0                          | Copa América                 |
| 4.                           | 04.07.1989                   | Goiânia                      | Ekwador                      |                              | 0:0                          | Copa América                 |
| 5.                           | 10.07.1989                   | Goiânia                      | Boliwia                      |                              | 0:0                          | Copa América                 |
| 6.                           | 16.07.1989                   | Rio de Janeiro               | Paragwaj                     |                              | 0:0                          | Copa América                 |
| 7.                           | 17.01.1990                   | Los Angeles                  | Meksyk                       |                              | 0:2                          | towarzyski                   |
| 8.                           | 20.02.1991                   | Rosario                      | Węgry                        |                              | 2:0                          | towarzyski                   |
| 9.                           | 13.03.1991                   | Buenos Aires                 | Meksyk                       |                              | 0:0                          | towarzyski                   |
| 10.                          | 19.05.1991                   | Palo Alto                    | Stany Zjednoczone            |                              | 1:0                          | towarzyski                   |
| 11.                          | 23.05.1991                   | Manchester                   | ZSRR                         |                              | 1:1                          | England Challenge Cup        |